# Igelsjöns naturreservat
Igelsjöns naturreservat är ett naturreservat i Norrtälje kommun i Stockholms län.
Området är naturskyddat sedan 2006 och är 97 hektar stort. Reservatet omfattar två delar med mest skog och med tjärnen Igelsjön med våtmarker i den norra delen. Reservatet består av ädellövrik och hällmarkstallskog.